# 毛呂窪村
毛呂窪村（けろくぼむら）は、かつて岐阜県恵那郡にあった村である。
現在の恵那市笠置町毛呂窪に該当する。かつては毛鹿母とも書かれていた。

## 大字・字
- 大字:無し
- 字:太田、中田、栩杭、瀧坂

## 歴史
- 元は蘇原荘安弘見郷加茂郡毛鹿母村と称したが、正保年間(1645年〜1648年)に加茂郡から恵那郡に移ったと伝えられている。
- 1889年（明治22年）7月1日 - 町村制により毛呂窪村が発足[2]。
- 1897年（明治30年）4月1日 - 恵那郡姫栗村、加茂郡河合村と合併し、笠置村が発足。同日毛呂窪村は廃止。